# Gabès
Gabès (in arabo قابس‎?) è una città della Tunisia, capoluogo del governatorato omonimo.
Gabès è una città che si trova nel sud-est della Tunisia e ha 130 984 abitanti (2014). Il nome “libico-berbero” di questa città è “Takapes”, i romani la chiamarono “Takapitanus” per poi essere ribattezzata "Gabès" dagli Arabi. Ha un clima mediterraneo: gli inverni non sono troppo freddi con temperature minime di 14 gradi ma le estati sono caldissime con scarse piogge.

## Storia
In città si trovano deserto, oasi e mare. La città fu fondata dai berberi molto prima dell'arrivo dei Fenici che la resero una città principalmente commerciale. La città rimase cartaginese fino al II sec. a.C. per poi divenire una colonia romana dopo la seconda guerra punica. La città fu ancora molto prospera sotto il dominio bizantino. Situata all'incrocio di importanti vie di comunicazione, diventa importante con l'arrivo dei musulmani nel settimo secolo.
Con l'arrivo dell'esercito francese nel 1881, Gabès divenne il più grande presidio della Tunisia. Passata sotto il controllo tedesco nel 1940, la città è stata praticamente distrutta nei combattimenti della campagna di Tunisia (1943). Ricostruita dal 1945, è stata nuovamente devastata da alluvioni nel 1962.

## Economia
È uno dei principali centri industriali della Tunisia. Predomina l'industria chimica e le raffinerie di petrolio, ma si producono anche cemento e mattoni.
È la seconda città più grande del sud della Tunisia. Si affaccia sul golfo di Tunisia quindi una grandi parte degli abitanti sono pescatori specializzati nella pesca del tonno e contadini che coltivano le palme da dattero. È famosa anche per la qualità del suo hennè e della sua molokhia.

## Amministrazione

### Gemellaggi
- Linz, dal 1977[2]

Accordi di cooperazione con:
- Saint-Brieuc, dal 1998